# Shiri Sharon
Shiri Sharon (in ebraico שירי שרון‎?; Haifa, 26 ottobre 1979) è un'ex cestista israeliana.

## Carriera
Con Israele ha disputato i Campionati europei del 2003.